# Maybee
Maybee – wieś w Stanach Zjednoczonych, w stanie Michigan, w hrabstwie Monroe.